# جان بيير آدامز
جان بيير آدامز (بالفرنسية: Jean-Pierre Adams)‏ (10 مارس 1948 - 6 سبتمبر 2021)، هو لاعب كرة قدم دولي فرنسي. بعد عملية جراحية في الركبة وقع في غيبوبة عميقة يوم 17 مارس 1982 بعد خطأ التخدير، والذي لم يستيقظ منها حتى وفاته في 6 سبتمبر 2021.
لعب جان لأندية الفرنسية ومن بينها أولمبيك نيم ونيس وباريس سان جيرمان، وطرق أبواب المنتخب الفرنسي، وبفضل قوته البدنية شكّل ثنائيا مميزا مع ماريوس تريزور حتى اعتزل كرة القدم عام 1980 وبدأ رحلة في عالم التدريب قبل أن يقرر الخضوع لعملية جراحية من أجل التخلص من آلام على مستوى الركبة.

## الغيبوبة
لحظات قبل دخوله لغرفة العلميات لاجراء عملية روتينية بالركبة في مستشفى مدينة ليون يوم 17 مارس/آذار 1982، تحدث مع زوجته بيرناديت عن برنامج علاجه وطلب منها العودة لمرافقته وهو خارج من المستشفى قائلا «لا تنسي زوجا من العكازات». وكانت تلك آخر الكلمات التي سمعتها بيرناديت من زوجها الذي دخل في غيبوبة لم يفق منها 37 عاماً حتى وافته المنية يوم الاثنين 6 سبتمبر 2021 بسبب خطأ طبي تم اعطائه جرعة خطأ ادت إلى نقص بالاكسجين وتسبب في تلف دماغي .
حصلت العائلة على حكم قضائي ضد المستشفى ونالت تعويضا عن الحادث، ومنح الاتحاد الفرنسي لكرة القدم معاشا شهريا للاعب، ولكن بيرناديت تخشى كابوسا واحدا، وقالت «تخيل لو مت قبله، ماذا سيحدث له؟ سيموت دون أن يعالج. إنه يحتاجني ليكون قادرا على تناول الطعام وتلبية احتياجاته الأساسية. إذا لم أفعل، فمن سيفعل؟».

## روابط خارجية
- جان بيير آدامز على موقع قاعدة بيانات كرة القدم.إي يو (الإنجليزية)
- جان بيير آدامز على موقع ليكيب (الفرنسية)
- جان بيير آدامز على موقع ناشيونال فوتبول تيمز (الإنجليزية)
- جان بيير آدامز على موقع Soccerway.com (الإنجليزية)
- جان بيير آدامز على موقع عالم كرة القدم.نت (الإنجليزية)